# 63-я пехотная дивизия (Российская империя)
63-я пехотная дивизия — пехотное соединение в составе Русской императорской армии.

## История дивизии
Сформирована в июле 1914 года из кадра 14-й пехотной дивизии. Вошла в состав 7-й армии Одесского военного округа.

К 04.02.1915 63-я пех. дивизия прикрывала район г. Прасныш, действуя в составе 1-й армии ген. Литвинова. В результате предпринятого здесь германскими войсками наступления (гр. ген. Гальвица: 1-й рез. корпус и корпус ген. Цастрова) 10.02.1915 Прасныш был окружён превосходящими силами противника и Б[арыбин Алексей Константинович] оказался во главе сводного отряда 63-й пех. дивизии, оборонявшего город (4 батальона 249-го пех. Дунайского и 250-го пех. Балтинского полков при 16 орудиях). В тот же день Прасныш был атакован и захвачена южная часть города. Несмотря на ожесточённое сопротивление отряда Б. (дважды отвергнувшего предложение сдачи) к утру 11.02.1915 германцы полностью овладели городом, а сам Б. был пленён после рукопашной схватки. В знак признания мужества Б. германцы в лагере Нейсе вернули ему его личное оружие (шашку).— Русская армия в Великой войне

Четыре пехотные дивизии Одесского округа сформировали каждая по второочередной. Дивизии эти составили при мобилизации 7-ю армию генерала Никитина, на фронт были вызваны только осенью и успели приобрести необходимую спайку и сноровку, что сразу же и сказалось на их работе… В VIII корпусе 14-я дивизия дала начало 63-й, не посрамившей предков в тяжёлых ноябрьских боях под Лодзью. Дунайцы и балтинцы с полковником Барыбиным стяжали себе славу знаменитой обороной Прасныша. Дивизия дралась затем в Галиции с Макензеном и в августе погибла в Новогеоргиевске. Она заслуживала лучшей участи.— А. А. Керсновский. История Русской армии
63-я артиллерийская бригада сформирована в июле 1914 года по мобилизации в Кишинёве из кадра, выделенного 14-й артиллерийской бригадой.

## Состав дивизии
- 1-я бригада
  - 249-й Дунайский пехотный полк
  - 250-й Ба́лтинский пехотный полк
- 2-я бригада
  - 251-й Ставуча́нский пехотный полк
  - 252-й Хо́тинский пехотный полк
- 63-я артиллерийская бригада

## Командование дивизии

### Начальники дивизии
- 19.07.1914-18.04.1915 — генерал-майор (с 03.02.1915 генерал-лейтенант) Зубковский, Андрей Фёдорович
- 18.04.1915-18.05.1915 — генерал-майор Антипов, Владимир Васильевич
- 21.06.1915-20.08.1915 — генерал-майор Кольшмидт, Виктор Брунович

### Начальники штаба дивизии
- подполковник Бредов, Фёдор-Михаил Эмильевич
- 15.09.1914-22.05.1915 — полковник Свирчевский, Ипполит Викторович
- и. д. капитан Калинг, Александр Александрович

### Командиры бригады
- 25.01.1915-18.04.1915 — генерал-майор Антипов, Владимир Васильевич
- 04.05.1915-xx.xx.1915 — генерал-майор Веневитинов, Григорий Иванович

### Командиры 63-й артиллерийской бригады
- 23.04.1915-после 01.08.1916 — полковник Яндоловский, Александр Николаевич